# Stealth b6
Stealth cars – spółka brytyjska, zajmująca się produkcją samochodów wyścigowych.

## Historia marki
Firma istnieje od 1999 roku. Jest to spółka prawa brytyjskiego. Zajmuje się produkcją samochodów wyścigowych i sportowych pod indywidualne zamówienia. Wliczając wcześniejsze doświadczenia inżynierów i właściciela firmy, Stealth ma 20 lat doświadczenia w projektowaniu i konstruowaniu aut wyścigowych. Stealth Cars Limited współpracuje z wieloma doświadczonymi inżynierami w Wielkiej Brytanii i Stanach Zjednoczonych w zakresie rozwoju technologicznego samochodu. Prezesem spółki Stealth Cars był dotychczas i jest nadal p. Terry Pudwell, jeden z konstruktorów samochodu B6 oraz wieloletni kierowca wyścigowy. Od 2009 Stealth Cars LTd jest częścią polskiej spółki AutoGroup SA.

W czerwcu 2010 AutoGroup SA i StealthCars Ltd przedstawiło nowy model samochodu wyścigowego Stealth B7.

## Użytkownicy
Obecnie autami Stealth ścigają się 4 zespoły wyścigowe (Krayemracing.com, Dr Klaus Nesbach - STT H&R Cup, Rob Knook - Rhino's GT series, Speedworx).

## Sukcesy
Wybrane sukcesy wyścigowe auta B6 produkowanego przez Stealth Cars Ltd. obejmują:
- Najszybsze auto w zawodach British GT w roku 2000
- Zwycięstwo w Castle Combe GT Championship w 2000 i 2002
- Zwycięstwo w WRDA Sports Racing Car Championship w 2005
- Zwycięstwo w Spezial-Tourenwagen-Trophy w Niemczech w 2007 roku
- Zwycięstwo w EUROPEAN FIA GT90's Revival Championship w 2007
- Zwycięstwo w generalnej klasyfikacji 2007 SRO European FIA GT90's Revival (3 wygrane w 4 wyścigach i jedno 3 miejsce)
- 1 miejsce w konkursie na najszybsze auto drogowe w Wielkiej Brytanii
- Rekord przyspieszenia 0-100 mil w 6,31 sek. (Autocar 0-100 competition)
- 4 miejsce w inauguracyjnym wyścigu 2004 Bahrain GT Festival, w rywalizacji z autami GT takimi jak Saleen S7, Ferrari 550, Ferrari F40, Dodge Viper SR10 i Mosler.

Auto b6 ma wielu konkurentów, wypada jednak na ich tle wyjątkowo korzystnie pod względem parametrów technicznych.